# Чхонджу

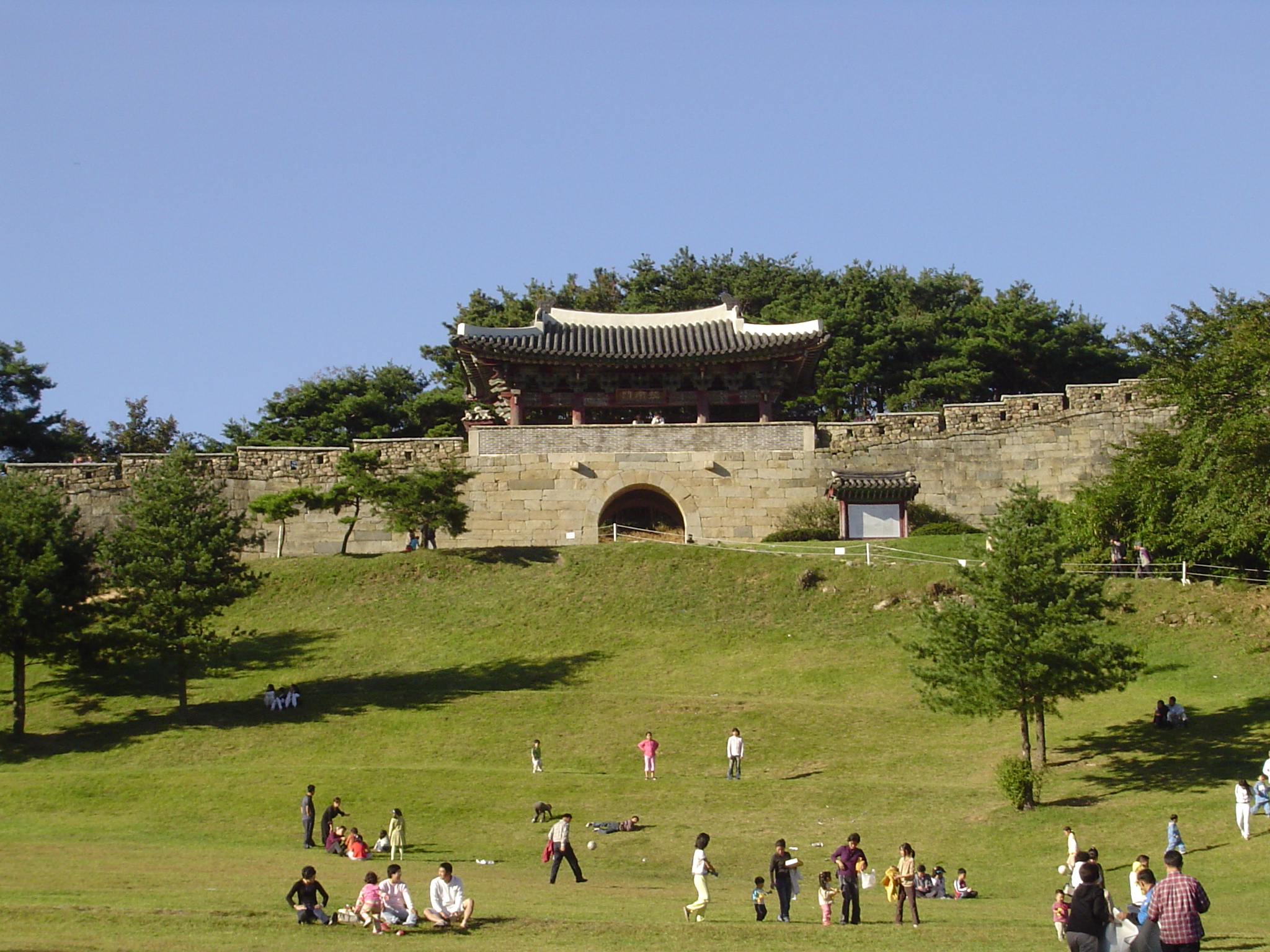

Чхонджу́ (кор. 청주시, 淸州市, Cheongju-si) — місто в провінції Чхунчхон-Пукто, Південна Корея. Місто — столиця провінції.

## Історія
В епоху Трьох корейських держав територія сучасного Чхонджу входила до складу держави Пекче. Тоді тут знаходився район Сандан (Санданхьон). Уряд провінції переїхав до міста в 1908. Після того, як держава Сілла об'єднала Корейський півострів під своєю владою, в 757 році була проведена адміністративна реформа, після якої на цих землях був утворений район Совонгьон. В 940 році, в епоху династії Корьо, був утворений район Чхонджу (Чхонджумок). Пізніше, в епоху династії Чосон, в 1895 році Чхонджу отримав статус повіту (гун або кун). З 1905 року, коли через Чхонджу була проведена залізниця, починається бурхливий розвиток повіту. У 1908 році сюди переїхав уряд провінції. У 1949 році Чхонджу отримав статус міста (сі).

## Географія
Місто розташоване в 128 кілометрах на південний схід від Сеула. Межує з Чхонаном, Квесаном і Поином. Найвища гора на території міста — Уамсан. По території протікає річка Мусімчхон. Клімат міста має більш континентальні риси, ніж клімат іншої частини Кореї. Середньорічна температура в місті — 11,6 ℃, що на 0,6 ℃ вище, ніж в середньому по країні. Середньорічна кількість опадів становить 1200 мм, більша частина опадів випадає в сезон дощів з червня по вересень.

### Клімат
Місто знаходиться у зоні, котра характеризується вологим континентальним кліматом зі спекотним літом. Найтепліший місяць — серпень із середньою температурою 25.6 °C (78 °F). Найхолодніший місяць — січень, із середньою температурою -3.3 °С (26 °F).
| Клімат Чхонджу          | Клімат Чхонджу | Клімат Чхонджу | Клімат Чхонджу | Клімат Чхонджу | Клімат Чхонджу | Клімат Чхонджу | Клімат Чхонджу | Клімат Чхонджу | Клімат Чхонджу | Клімат Чхонджу | Клімат Чхонджу | Клімат Чхонджу | Клімат Чхонджу |
| Показник                | Січ.           | Лют.           | Бер.           | Квіт.          | Трав.          | Черв.          | Лип.           | Серп.          | Вер.           | Жовт.          | Лист.          | Груд.          | Рік            |
| Абсолютний максимум, °C | 17             | 17             | 21             | 30             | 32             | 33             | 36             | 36             | 32             | 32             | 22             | 16             | 36             |
| Середній максимум, °C   | 1              | 4              | 11             | 18             | 23             | 27             | 28             | 29             | 25             | 20             | 11             | 4              | 17             |
| Середня температура, °C | −3             | 0              | 5              | 11             | 17             | 22             | 25             | 25             | 20             | 13             | 6              | 0              | 12             |
| Середній мінімум, °C    | −8             | −6             | 0              | 5              | 11             | 17             | 21             | 21             | 15             | 7              | 1              | −5             | 7              |
| Абсолютний мінімум, °C  | −26            | −21            | −8             | −5             | 0              | 7              | 12             | 12             | 2              | −5             | −11            | −20            | −26            |
| Днів з опадами          | 14             | 12             | 13             | 11             | 11             | 13             | 19             | 17             | 11             | 9              | 12             | 14             | 156            |
| Днів з дощем            | 4              | 6              | 10             | 11             | 11             | 13             | 18             | 17             | 11             | 9              | 11             | 7              | 128            |
| Днів зі снігом          | 12             | 7              | 4              | 0              | 0              | 0              | 0              | 0              | 0              | 0              | 2              | 8              | 33             |
| ----------------------- | -------------- | -------------- | -------------- | -------------- | -------------- | -------------- | -------------- | -------------- | -------------- | -------------- | -------------- | -------------- | -------------- |
| Джерело: Weatherbase    |                |                |                |                |                |                |                |                |                |                |                |                |                |

## Адміністративний поділ
Чхонджу адміністративно ділиться на 4 гу (ку):
- Сандангу (상당구)
- Хиндокку (흥덕구)
- Чхонвонгу (청원구)
- Совонгу (서원구).

## Економіка
У місті працює 414 підприємств. Міжнародний аеропорт Чхонджу здійснює внутрішні і міжнародні рейси. Загальний пасажирообіг аеропорту становить понад 2 млн осіб на рік. У 1980-х роках був зведений промисловий комплекс Чхонджу, із загальною площею підприємств понад 4 млн м². Основні галузі виробництва в комплексі — харчова, текстильна промисловість, хімічні і напівпровідникові виробництва. Всього в комплексі працює близько 30 тис. чоловік.

## Туризм і пам'ятки
- Хиндокса — древній буддійський храм, в якому знаходиться музей стародавнього друкарства, оскільки в цих місцях була створена одна з перших друкованих книг світу — Чікчі.
- Військова фортеця «Сандан Сансон», що входить в список Історичних місць країни під номером 212.
- Святилище Чхон'йольса — тут знаходиться меморіал Сон Санхьоля, героя Імджінської війни.

## Спорт
XV Чемпіонат та IX Першість світу з Тхеквондо ІТФ, відбувся з 4 по 8 липня 2010 року в місті Чхонджу. Цій події передував XI Міжнародний фестиваль тхеквондо «Korean Classic Open», який проходив з 30 червня по 4 липня 2010.

## Символи
Як й інші міста і повіти Південної Кореї, Чхонджу має ряд символів:
- Дерево: дзельква;
- Квітка: біла магнолія;
- Тварина: сорока.

## Міста-побратими
Чхонджу має низку міст-побратимів:
- Японія Тотторі, префектура Тотторі — з 1990;
- КНР Ухань, провінція Хубей — з 2000;
- Японія Кофу, префектура Яманасі — з 2002;
- КНР Хучжоу, провінція Чжецзян — з 2005;
- Росія Ростов-на-Дону — з 2008;
- США Беллінгхем, штат Вашингтон — з 2008.